# Karl-Heinz Werner (Politiker, 1941)
Karl-Heinz Werner (* 8. September 1941 in Wolfersdorf; † 28. November 2019) war ein deutscher Politiker (DBD). Von 1976 bis 1990 (7. bis 9. Wahlperiode) war er Mitglied der Volkskammer der DDR.
Werner absolvierte ab 1956 eine landwirtschaftliche Lehre und war anschließend bis 1960 in der elterlichen Neubauernwirtschaft tätig. Von 1960 bis 1963 studierte er an der Fachschule für Landwirtschaft Bautzen. Von 1964 bis 1969 absolvierte er ein Fernstudium an der Universität Leipzig, das er als Diplomlandwirt abschloss. 1974 wurde er zum Dr. agr. promoviert.
Ab 1963 war Karl-Heinz Werner in verschiedenen Landwirtschaftlichen Produktionsgenossenschaften (LPG) tätig, ab 1979 als Vorsitzender der LPG (P) „Kanalgebiet“ Riesa mit Sitz in Colmnitz, Kreis Riesa.
Seit 1965 war Karl-Heinz Werner Mitglied der DBD. Seit 1974 gehörte er der Gemeindevertretung von Heyda an. Von 1976 bis 1990 war er Mitglied der Volkskammer.
Werner war verheiratet und hatte zwei Kinder. Er wurde mit der Verdienstmedaille der DDR ausgezeichnet.